# Heinrich Ruhen
Heinrich Ruhen SJ (* Juni 1718 in Borsum; † 22. November 1751 in Sonoita) war ein deutscher Jesuit aus dem Hochstift Hildesheim, der als Missionar im heutigen Mexiko wirkte.

## Leben
Heinrich Ruhen wurde als Sohn von Peter Christoph Ruhen († 24. März 1752) und dessen Ehefrau Anna (geb. Buschen, † 8. Juli 1762), in Borsum geboren. Am 16. Juni 1718 wurde er in der dortigen Pfarrkirche St. Martinus (Borsum) getauft.
Er besuchte das von 1595 bis 1773 von Jesuiten geführte Gymnasium Mariano-Josephinum in Hildesheim. Dort absolvierte er gemäß der Ratio Studiorum zunächst das fünfklassige Gymnasialstudium und anschließend das Studium der Philosophie. 1736 verließ er das Mariano-Josephinum und trat am 22. Oktober in Trier in die Gesellschaft Jesu ein. Nach seinem zweijährigen Noviziat unterrichtete er von 1738 bis 1745 am Jesuitengymnasium in Münster Latein. Daraufhin nahm er in Büren in der Diözese Paderborn das Theologiestudium auf. Nach seiner Priesterweihe begab er sich 1749 in die sogenannte „neue Welt“ nach „Neuspanien“, dem heutigen Mexiko.
Über Veracruz, Mexiko-Stadt und Guadalajara erreichte er entlang des Golfs von Kalifornien die Gegend von Sonora. Am 15. August 1751 legte er in der von dem Jesuitenmissionar Eusebius Franz Kühn begründeten Missionsstation Sankt Petrus und Paulus in Tubutama die ewige Profess ab. In der Missionsstation Sankt Marcellus (seit 1739 Sankt Michael) in Sonoita starb er in der Nacht vom 21. auf den 22. November 1751 bei einem Überfall der Pima-Indianer einen gewaltsamen Tod. Einen Bericht darüber verfasste noch 1751 sein Mitbruder Segismundo Taraval Andrade. Erst 1756 konnte ihn sein Mitbruder Ignaz Pfefferkorn bestatten.
Heinrich Ruhen wird in Sonoita als Märtyrer verehrt. In seinem Geburtsort Borsum gibt es zu seiner Erinnerung den Pater-Heinrich-Ruhen-Platz, an dem einst sein Geburtshaus stand, außerdem den Sonoita-Platz.